# Financial Stability Board
 For alternative betydninger, se FSB. (Se også artikler, som begynder med FSB)
The Financial Stability Board (FSB) er et internationalt organ, som overvåger det internationale finansielle system og fremsætter anbefalinger herom. Det blev etableret efter G20-mødet i London, 2009, som afløser af Financial Stability Forum (FSF), der var etableret i 1999 af repræsentanter for G7. Plenarforsamlingen (the Plenary) omfatter alle G20-lande, medlemmer af FSF, samt Europakommissionen. FSB er hjemmehørende i Basel, Schweiz, og faciliteres af Bank for International Settlements, BIS.